# Renato Pelizzoni
Renato Pelizzoni (Drizzona, 17 ottobre 1936 – Cremona, 14 marzo 2020) è stato un ciclista su strada italiano, professionista dal 1960 al 1965. 
Oltre al Trofeo Mauro Pizzoli, si mise in luce alla Milano-Sanremo 1964, dove giunse settimo. Nel medesimo anno, al Giro d'Italia, giunse terzo nella prima tappa, con arrivo a Riva del Garda e secondo nella sedicesima frazione con arrivo a Livorno, dietro a Franco Bitossi.

## Palmarès
- 1958 (dilettanti)

Trofeo Francesco Gennari
- 1963 (Ignis, una vittoria)

Trofeo Mauro Pizzoli

## Piazzamenti

### Grandi Giri
- Giro d'Italia

1964: ritirato
1965: ritirato

### Classiche monumento
- Milano-Sanremo

1964: 7º
- Giro di Lombardia

1963: 30º